# Нейтрализация (лингвистика)
Нейтрализа́ция (лат. neuter — ни тот, ни другой) в лингвистике — обусловленное позицией устранение противопоставления элементов языковой структуры (языковых единиц).
Понятие нейтрализации введено в языкознание фонологами, однако с 1960-х годов разрабатывается также в морфологии, синтаксисе, лексикологии, семантике.

## В фонологии
В фонологии под нейтрализацией понимается неразличение двух и более фонем в той или иной фонологической позиции, в которой всем нейтрализуемым фонемам соответствует представитель, который может совпадать (рус. лука, луга — лук) или не совпадать (рус. сам [a], сом [o] — сама, сома [ʌ]) с реализацией одной из них в позиции различения (релевантности).
В данном языке на определённом этапе развития число нейтрализаций ограничено, обусловлено языковой системой. Однако в диахронии оно может меняться:
- усиление[3] нейтрализации за счёт увеличения числа позиций нейтрализации и сокращения списка позиций релевантности может приводить к полной ликвидации оппозиции, то есть к конвергенции фонем;
- в случае, если хотя бы в одной позиции различие аллофонов одной фонемы становится релевантным (а сама позиция, таким образом, — сильной), происходит дивергенция фонемы, её расщепление на две.

В фонологии Н. С. Трубецкого, разработавшего теорию нейтрализации, фонологическая единица в позиции нейтрализации описывается как архифонема (в отличие от фонемы), что отражается в фонематической транскрипции.

## На высших уровнях языка
На высших уровнях языка, образованных двусторонними единицами, различаются нейтрализация единиц плана выражения (к примеру, совпадение различных падежных значений в одной форме: рус. мыши — родительный, дательный, предложный падежи единственного числа и именительный падеж множественного) и нейтрализация единиц плана содержания (контекстуальное совпадение значений различных форм: Я пойду — Ну, я пошёл). Как и в фонологии, нейтрализации могут ослабляться и усиливаться: так, в большинстве славянских языков нейтрализовалось противопоставление двойственного и множественного чисел, и вместе с тем усилились падежные оппозиции, нейтрализованные из-за совпадения форм в парадигме форм двойственного числа.